# ال‌پی‌آی
ال‌پی‌ای یا بنیاد حرفه‌ای لینوکس (به انگلیسی: Linux Professional Institute) یک بنیاد ناسودبر است که امکان فروش-مستقل گواهی‌نامه حرفه‌ای برای مدیران شبکه یا برنامه نویسان لینوکس‌کار است.
همچنین این شرکت محصولی به نام LPIC ارائه می‌دهد. این محصول تاییدنامه ایست که میزان توانایی اشخاص را تضمین می‌کند.
همچنین امتحان‌های ال‌پی‌ای در تمام کشورها قابل اجرا هستند که همچنین به‌شمار زیادی از زبان‌ها ترجمه شده‌اند.